# Friedrich-Spee-Gesamtschule Paderborn
Die Friedrich-Spee-Gesamtschule Paderborn ist eine Gesamtschule in Paderborn. Die Schule ist benannt nach dem Jesuiten, Theologen und Dichter Friedrich Spee von Langenfeld.

## Geschichte
Die Schule nahm 1993 mit dem Jahrgang 5 ihre Arbeit auf. Sie wurde unter dem Namen „Friedrich-von-Spee-Gesamtschule Paderborn“ gegründet.
1996 zog die Schule in ihr heutiges Gebäude ein.
Sie wurde 2015 baulich erweitert. In dem neu errichteten Gebäudeteil befinden sich ein vergrößertes Lehrerzimmer, eine zweite Schulküche sowie das „SpeeLab“ (zdi-Schülerlabor).
Im Jahr 2015 wurde der Name in „Friedrich-Spee-Gesamtschule Paderborn“ geändert. Der Namenszusatz „von“ wurde entfernt, da der Jesuit und Namensgeber Friedrich Spee von Langenfeld selbst nie den Adelstitel „von Spee“ trug. Die Schule orientierte sich damit an der historisch korrekten Namensform.

## Standort und Architektur
Die Schule befindet sich in der Kernstadt Paderborns und verfügt über einen ca. 1000 m² großen Schulgarten.

## Schulprofil
Für die Förderschwerpunkte emotionale und soziale Entwicklung, Lernen und Sprache ist Gemeinsames Lernen an der Schule eingerichtet.
Seit 2018 verfügen einige Klassen über iPads, die im Unterricht genutzt werden.
Die Schule hat des Weiteren einen Förderverein und eine eigene Schülerzeitung mit dem Titel „Speektakel“.

## Auszeichnungen
Die Friedrich‑Spee‑Gesamtschule hat in den letzten Jahren mehrere bedeutende Auszeichnungen erhalten, die ihr Engagement in den Bereichen Menschlichkeit, Europa, MINT-Förderung sowie Bildung für nachhaltige Entwicklung würdigen:
Schule ohne Rassismus – Schule mit Courage:

Am 17. Februar 2017 wurde der Friedrich‑Spee‑Gesamtschule der Titel „Schule ohne Rassismus – Schule mit Courage“ verliehen. Seitdem realisiert die Schule regelmäßige Projekte: So führte die AG „Schule ohne Rassismus – Schule mit Courage“ 2023 u. a. einen Aktionstag zum Anne Frank Tag durch, der Werte wie Gleichheit und Mut vermittelt.
Europaschule NRW:

Ende 2022 wurde die Friedrich‑Spee‑Gesamtschule als erste Gesamtschule im Kreis Paderborn zur Europaschule NRW zertifiziert. Die Übergabe der Urkunde erfolgte im Düsseldorfer Landtag durch NRW-Schulministerin Dorothee Feller. Ausschlaggebend waren langfristige Erasmus⁺-Projekte und bilingualer Unterricht.
Förderpreis der Wirtschaft für MINT-Leistungen:

Beim 17. Wirtschafts-Förderpreis der Universität Paderborn am 20. September 2023 wurden 18 Schüler der Spee für herausragende Leistungen im MINT-Bereich (Mathematik, Informatik, Naturwissenschaft, Technik) ausgezeichnet. Die Preisverleihung fand im Audimax der Universität statt, begleitet von einer wissenschaftlichen Experiment-Show.
Schule der Zukunft:

Im Rahmen des Landesprogramms „Schule der Zukunft“ erhielt die Schule am 20. September 2024 die Auszeichnung der Stufe 2 / Stufe 3. Überreicht wurde Urkunde, Hausschild und Fahne im Wissenschaftsforum Bielefeld. Besonders anerkannt wurde das Fahrrad-Mobilitätskonzept „Speebiker“, eine nachhaltige Initiative zur Umweltbildung und Mobilitätserziehung.
Humanitäre Schule:

Am 23. Mai 2025 wurde die Schule vom Jugendrotkreuz NRW offiziell als „Humanitäre Schule“ ausgezeichnet. Anlass war das soziale Projekt „Bücherspende – Schenke deinem alten Kinderbuch ein neues Leben“, bei dem rund 240 Kinderbücher gesammelt und an eine Literatur-Kita in Schlangen gespendet wurden. Die Ehrung erfolgte im DRK‑Tagungshotel Dunant in Münster, wo Schüler die Zertifikate und eine Plakette entgegennahmen.
Fahrradfreundliche Schule:

Seit dem 27. September 2022 trägt die Friedrich‑Spee‑Gesamtschule die Auszeichnung „Fahrradfreundliche Schule“ – als erste Schule im Kreis Paderborn. Das Siegel wurde für das umfassende Schulradkonzept vergeben, einschließlich der selbst betriebenen Fahrradwerkstatt, Leihrädern, Bike-Kursen in Jahrgang 8/9 und dem Angebot eines Projektkurses in der Oberstufe.

Am 27. Juni 2025 wurde die Schule bei der Fahrradmesse EUROBIKE in Frankfurt am Main als eine der fahrradfreundlichsten Schulen Deutschlands in der Kategorie „Innovation“ ausgezeichnet. Die Ehrung erfolgte im Rahmen der Initiative AKTIONfahrRAD, unterstützt von der Deutschen Verkehrswacht. Ausgezeichnet wurde das ganzheitliche Konzept mit Projekten wie der Fahrradwerkstatt UPCYCLE, dem Biking Bus, Erasmus‑Projektkursen und NRW-Schulmeisterschaften im Mountainbiken.

## Kooperationen mit anderen Organisationen
Kooperation mit dem Heinz Nixdorf MuseumsForum (HNF):

Die Schule kooperiert seit 2016 mit dem Heinz Nixdorf MuseumsForum (HNF) in Paderborn, um Schülerinnen und Schülern praxisorientierte Einblicke in die Welt der Informatik und Technik zu bieten. Im Rahmen dieser Partnerschaft werden regelmäßig Projekte, Exkursionen und Workshops organisiert, die den Jugendlichen helfen, ein tieferes Verständnis für technische Entwicklungen zu entwickeln. Die Kooperation stärkt die MINT-Ausrichtung (Mathematik, Informatik, Naturwissenschaften und Technik) der Schule und fördert das Interesse an digitalen und technologischen Themen.
Kooperation mit der Gedenkstätte Wewelsburg:

Die Friedrich-Spee-Gesamtschule Paderborn pflegt seit 2021 eine enge Kooperation mit der Gedenkstätte Wewelsburg. Diese Zusammenarbeit ermöglicht es den Schülerinnen und Schülern, mehr über die Geschichte des Nationalsozialismus und der Ideologie des Dritten Reiches zu lernen. Im Rahmen der Kooperation werden regelmäßig pädagogische Projekte und Besuche organisiert, die den Jugendlichen einen historischen Kontext zu gesellschaftlichen Themen wie Demokratie und Menschenrechte vermitteln. Dabei spielen insbesondere die Themen Erinnerungskultur und Gedenken an die Opfer des Nationalsozialismus eine zentrale Rolle.
Kooperation mit der Deutschen Bahn AG:

Die Schule hat seit 2024 eine Kooperation mit der Deutschen Bahn AG im Bereich der Berufsorientierung gestartet. Ziel dieser Zusammenarbeit ist es, den Schülerinnen und Schülern praxisnahe Einblicke in verschiedene Berufsfelder zu ermöglichen.
Kooperationen mit der Universität Paderborn:

Das 2020 initiierte Projekt „Schreibcoaches: Studierende in Spee“ ist eine Kooperation zwischen der Universität Paderborn und der Friedrich-Spee-Gesamtschule. Ziel des Projekts ist es, Schülerinnen und Schüler individuell beim Erwerb von Schreibkompetenzen zu unterstützen. Lehramtsstudierende arbeiten in kleinen Teams mit den Schülern und geben regelmäßig Feedback zu Texten oder Textentwürfen, die im Deutschunterricht oder bei Facharbeiten entstehen.
Das Institut für Germanistik und Vergleichende Literaturwissenschaft der Universität Paderborn kooperiert seit 2024 mit der Friedrich-Spee-Gesamtschule Paderborn im Bereich sprachdidaktischer Lehre und Forschung. Ziel der Zusammenarbeit ist die Förderung der schriftsprachlichen Kompetenzen der Schülerinnen und Schüler im argumentierenden und wissenschaftlichen Schreiben.
Kooperation mit dem Jugendrotkreuz:

Seit 2024 hat die Friedrich-Spee-Gesamtschule Paderborn eine Kooperation mit dem Jugendrotkreuz gestartet.

## Partnerschulen

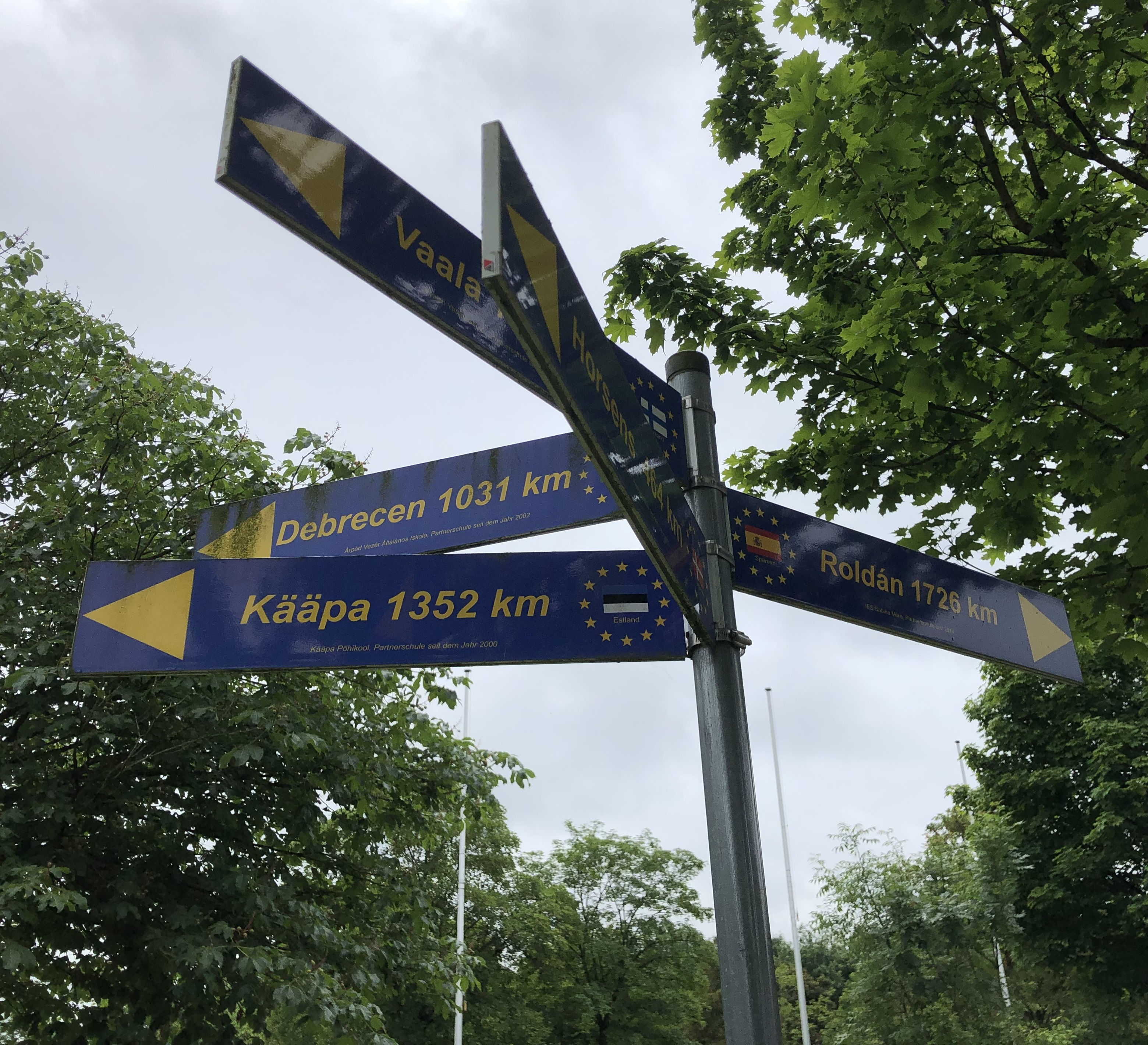
Partnerschulen (Schild auf dem Schulhof)

Mit folgenden Schulen in Estland, Finnland, Ungarn, Spanien, Kroatien und Irland unterhält die Schule Partnerschaften:
- Kääpa Pohikool, in Kääpa (Estland)
- Võru Gümnaasium, in Võru (Estland)
- Yhtenäis Koulu, in Vaala (Finnland)
- Árpád Vezér Általános Iskola, in Debrecen (Ungarn)
- IES Sabina Mora, in Roldán (Spanien)
- Osnovna škola Zapruđe, in Zagreb (Kroatien)
- St. Kilian's German School, in Dublin (Irland)

## Schulleitungen
- 1993–2006: Heinz Wagner[32]
- 2006–2011: Detlef Strauß
- 2011–2012: Franz Hermanns (kommissarisch)[33][32]
- 2012–2022: Lothar Schlegel[34]
- seit 2022: Stefanie Baldauf[35]

## Besonderheiten
Spee-Statue:

Im Jahr 2015 wurde anlässlich der Umbenennung der Schule in einer Feierstunde eine etwa 50 Zentimeter hohe Spee-Statue enthüllt, die der Schule zuvor vermacht worden war. Die Figur stammt von dem 2008 verstorbenen Bildhauer, Maler und Kalligraphen Heinrich Gerhard Bücker; gestiftet wurde sie von der Paderborner Historikerin Margit Naarmann. In Anlehnung an dieses Werk entstand in den 1990er-Jahren eine rund 1,50 Meter hohe Spee-Statue, die in Paderborn am Kamp mit Blick auf das Gymnasium Theodorianum, einer früheren Wirkungsstätte von Friedrich Spee, aufgestellt wurde. Auch diese größere Statue wurde von Heinrich Gerhard Bücker geschaffen.
SpeeLab (zdi-Schülerlabor):

Das SpeeLab ist ein innovativer MINT-Raum an der Friedrich-Spee-Gesamtschule Paderborn, der seit 2019 Schülern die Möglichkeit bietet, praxisnah mit modernen Technologien wie Robotik, Mikrocontrollern und 3D-Druck zu arbeiten. Der Raum wurde speziell für projektorientiertes und forschendes Lernen konzipiert. Er steht nicht nur der Schule, sondern auch externen Bildungspartnern und außerschulischen Einrichtungen zur Verfügung und dient so als Schnittstelle zwischen Schule, Wissenschaft und Wirtschaft.
Stolpersteine:

Im Dezember 2019 wurden in Paderborn erstmals Stolpersteine zur Erinnerung an Opfer des Nationalsozialismus verlegt, initiiert von Schülern der Friedrich‑Spee‑Gesamtschule Paderborn. Die Schüler hatten sich bereits im Schuljahr 2014/2015 im Projektkurs der Jahrgangsstufe Q1 mit dem Thema „Paderborn zur Zeit des Nationalsozialismus“ auseinandergesetzt. Dabei entstand die Idee, Stolpersteine als lebendige Form der Erinnerungskultur zu setzen, die den öffentlichen Raum direkt einbezieht und vor dem Alltag mahnt. Ziel war es, jungen Menschen einen zugänglichen Umgang mit der lokalen Geschichte zu ermöglichen. Nach intensiver Recherche und Abstimmung mit der Jüdischen Kultusgemeinde Paderborn sowie der Gesellschaft für Christlich‑Jüdische Zusammenarbeit wurde ein Antrag auf Verlegung gestellt. Im Januar 2017 unterzeichneten die Schule und die Stadt Paderborn einen Gestattungsvertrag. Künstler Gunter Demnig verlegte daraufhin am 12. Dezember 2019 drei Stolpersteine am Grundstück des ehemaligen jüdischen Waisenhauses an der Ecke Leostraße/Husener Straße in Paderborn. Die Finanzierung des Projekts erfolgte vollständig durch Spenden lokaler Unterstützerinnen. Die Schülerinnen leiteten das Vorhaben selbstständig unter Leitung des Projektlehrers Daniel Raths.
Fitnessraum:

Die Friedrich-Spee-Gesamtschule Paderborn hat seit 2024 mit dem „Krafthafen“ einen neuen Fitnessraum eingerichtet, um das körperliche und seelische Wohlbefinden der Schüler zu fördern. Der Raum wurde mit Fitnessgeräten ausgestattet und durch Spenden finanziert. Ziel des „Krafthafens“ ist es, den Schülern eine Möglichkeit zur regelmäßigen Bewegung zu bieten und die Bedeutung von Gesundheit und Fitness in den Schulalltag zu integrieren.